# Firefox OS
Firefox OS (projektnamn: Boot to Gecko även kallat B2G) är ett Linuxbaserat operativsystem bestående av öppen källkod för smartphones och surfplattor utvecklat av Mozilla. Mozilla meddelade december 2015 att de skulle sluta utveckla nya Firefox OS-smartmobiler och i september 2016 meddelade de slutet av all utveckling för operativsystemet.
Företaget Telefónica släppte den 2 juli 2013 den första kommersiella Firefox OS-baserade telefonen, ZTE Open. Sedan dess har flera andra tillverkare såsom Alcatel, Huawei och LG även lanserat telefoner baserade på Firefox OS.
Firefox OS är baserat på öppna webbstandarder såsom HTML, CSS och JavaScript.

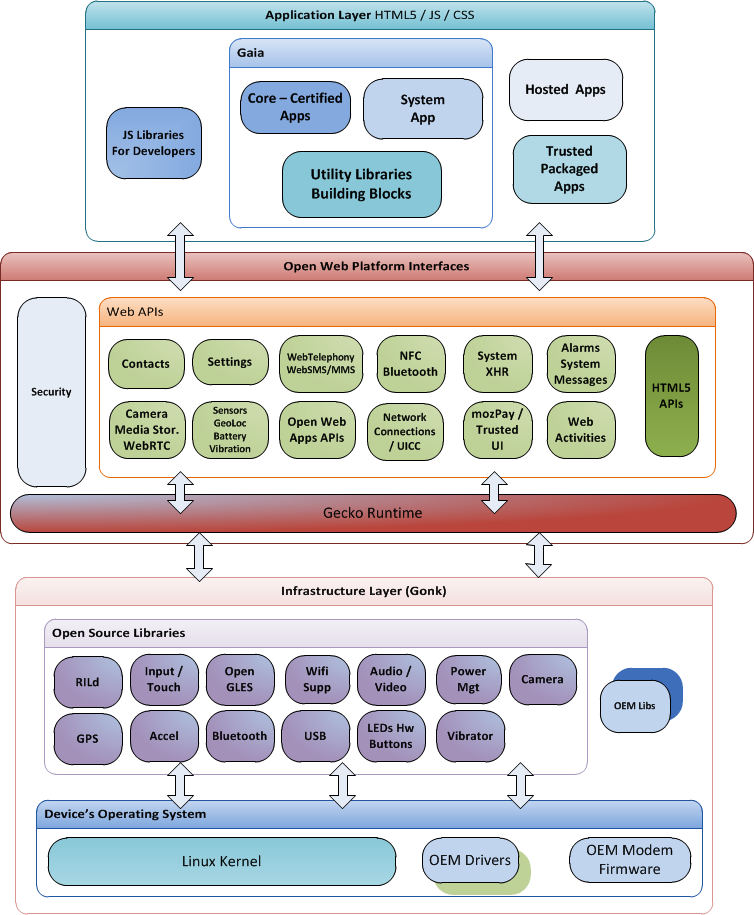
Arkitekturschemat av Firefox OS.

## Versionshistorik
| Version | Utgivningsdatum  | Kodnamn | Gecko-version          | Inkluderade säkerhetsfixar |
| ------- | ---------------- | ------- | ---------------------- | -------------------------- |
| 1.0     | 21 februari 2013 | TEF     | Gecko 18               | Gecko 18                   |
| 1.0.1   | 6 september 2013 | Shira   | Gecko 18               | Gecko 20                   |
| 1.1.0   | 9 oktober 2013   | Leo     | Gecko 18+ (Nya API:er) | Gecko 23                   |
| 1.1.1   | Ej bestämt       | HD      | Samma som 1.1.0        | Gecko 23                   |
| 1.2.0   | 9 december 2013  | Koi     | Gecko 26               | Gecko 26                   |
| 1.3.0   | 17 mars 2014     |         | Gecko 28               | Gecko 28                   |
| 1.4.0   | 8 augusti 2014   |         | Gecko 30               | Gecko 30                   |
| 2.0.0   | Ej bestämt       |         | Gecko 32               | Gecko 32                   |
| 2.1.0   | Ej bestämt       |         | Gecko 34               | Gecko 34                   |
| 2.2.0   | Ej bestämt       |         | Gecko 37               | Gecko 37                   |